# Liga Nacional de Baloncesto
A Liga Nacional de Baloncesto (também conhecida por sua abreviatura LNB) é a principal liga de basquetebol profissional da República Dominicana. Atualmente esta liga é composta por 8 equipes profissionais, a cada equipe pertence a uma província do país. A Liga  Nacional de Basquete é uma das três principais ligas desportivas da nação.
A liga foi fundada em Santo Domingo em 6 de setembro de 2004, como Liga Dominicana de Basquete (Lidoba por seu acrônimo). Adotou o nome de Liga Nacional de Basquete em 19 de maio de 2010, após o recesso da liga em 2009.

## História
A liga foi fundada numa segunda-feira 6 de setembro de 2004 no Hotel Lina em Santo Domingo, com o nome de Liga « Dominicana de Basquete» (Lidoba, por seu acrônimo) por um grupo de empresários e ex-jogadores de basquete com o apoio da Federação Dominicana de basquetebol. No passado já haviam sido tentado várias de fazer uma liga nacional de basquete profissional, porém sem sucesso. A partida inaugural da liga foi disputada na sexta-feira 1 de julho de 2005 no Palácio dos Desportos Virgilio Arteiro Soto, onde os Panteras del Distrito Nacional derrotaram aos Índios de San Francisco de Macorís com um marcador de 79 por 63. Os Reales de La Vega foram os primeiros campeões da liga depois de derrotar aos Panteras por 4 jogos a 2 na série final.
Em 2009, a temporada foi cancelada devido a carência de recursos econômicos, pouco apoio da torcida e várias mudanças com respeito à data de início do campeonato. Estes motivos afetaram profundamente às vendas, promoção e estrutura das oito equipes da liga. A última de três datas anunciadas para o início do torneio foi para o 15 de setembro, a qual não chegou a se celebrar porque chocaria com a Liga de Basebol Profissional da República Dominicana de 2009-2010, então a liga de basquete foi adiada e posto em um segundo plano já que o basebol é o desporto mais popular e de maior difusão na nação. Na quarta-feira 19 de maio de 2010 anunciou-se o regresso da lia depois de três meses de reconstrução com uma nova imagem e nome, depois destas mudanças a liga  adotou o nome de Liga Nacional de Basquete (LNB, por sua abreviatura). A Liga Nacional de Basquete 2010 foi a primeira temporada baixo esse nome, mas só contou com 36 partidas na temporada regular (9 por equipa). Ao ano seguinte, a liga voltou aos habituais 80 partidos da temporada regular (20 por equipe).
Em 17 de agosto de 2016 foi introduzido uma bola oficial e exclusivo para liga, introduzida durante a Semifinal da Liga Nacional de Basquete 2016. Com este fato a LNB converteu-se na segunda Liga de basquete profissional da América Latina com uma bola personalizada com seu próprio logo, após a Liga Nacional de Básquetbol do Chile. No entanto, converteu-se na primeiro Liga de basquete profissional da América Latina em ter uma bola desenhada com cores e especificações especiais da liga. Fabricado pela Spalding, o material proporciona ao jogador um controle total, sendo do agrado até dos mais exigentes.

## Temporada regular
Na temporada regular cada equipa disputa 20 partidas, divididos em partes iguais entre encontros de local e visitante. O calendário não é o mesmo para todos. As equipes enfrentam-se com os oponentes de seu próprio circuito em quatro ocasiões e contra os oponentes do outro circuito em duas ocasiões. Portanto, uma equipe pode ter fácil ou difícil o calendário, dependendo do circuito na que esteja localizado.

## Playoffs

### Round Robin
O Round Robin ou Todos contra todos é o sistema utilizado pela liga desde 2016 e é onde se definem as duas equipes que lutarão pelo título da liga. Ao terminar a fase regular classificam um total de três de cada circuito ao round robin. Ali disputa-se um máximo de 24 partidos em toda a fase (8 pela cada equipe; 12 por circuito). As duas equipes com melhor recorde de seu respectivo circuito avança à série final da liga.
Até o 2015 a Liga Nacional de Basquete utilizou o método de eliminação direta na fase semifinal, este consistia numa rodada entre quatro equipes divididas entre o circuito norte e o circuito sudeste até a Série Final da liga. Os ganhadores da primeira rodada ou finais do circuito avançavam à Série Final. As finais do circuito disputava-se ao melhor de cinco.

### Série Final
A Série Final é a última fase da liga e é onde se decide o campeão da Liga Nacional de Basquete. Nesta série, enfrentam-se o campeão do Circuito Norte contra o campeão do Circuito Sudeste ao melhor de sete partidas. A primeira equipe que consiga ganhar quatro partidas será o campeão da Liga. Ademais, a liga entrega o prêmio Jogador Mais Valioso da Série Final da liga Nacional de Basquete. Este prêmio é outorgado ao jogador mais destacado da série final.

## Equipes
As equipes atuais são:
| Clube                              | Cidade                     | Sede                                           |
| Circuito Norte                     | Circuito Norte             | Circuito Norte                                 |
| ---------------------------------- | -------------------------- | ---------------------------------------------- |
| Huracanes del Atlántico            | Puerto Plata               | Polideportivo Fabio Rafael González            |
| Indios de San Francisco de Macorís | San Francisco de Macorís   | Polideportivo Mario Ortega                     |
| Metros de Santiago                 | Santiago de los Caballeros | Gran Arena del Cibao                           |
| Reales de La Vega                  | La Vega                    | Palacio de los Deportes Fernando Teruel        |
| Circuito Sureste                   |                            |                                                |
| Cañeros del Este                   | La Romana                  | Polideportivo Eleoncio Mercedes                |
| Soles de Santo Domingo Este        | Santo Domingo Este         | Polideportivo Mauricio Báez                    |
| Leones de Santo Domingo            | Santo Domingo              | Polideportivo San Carlos                       |
| Titanes del Distrito Nacional      | Distrito Nacional          | Palacio de los Deportes Virgilio Travieso Soto |

## Campeões
| Ano  | Campeão                            | Resultado        | Subcampeón                         |
| ---- | ---------------------------------- | ---------------- | ---------------------------------- |
| 2005 | Reais da Vega                      | 4-2              | Panteras do Distrito Nacional      |
| 2006 | Metros de Santiago                 | 4-3              | Constituintes de San Cristóbal     |
| 2007 | Metros de Santiago                 | 4-2              | Panteras do Distrito Nacional      |
| 2008 | Constituintes de San Cristóbal     | 4-2              | Reais da Vega                      |
| 2009 | Não teve torneio                   | Não teve torneio | Não teve torneio                   |
| 2010 | Cañeros do Leste                   | 4-1              | Tiburones de Porto Prata           |
| 2011 | Leões de Santo Domingo             | 4-2              | Cocolos de San Pedro de Macorís    |
| 2012 | Cañeros do Leste                   | 4-2              | Índios de San Francisco de Macorís |
| 2013 | Índios de San Francisco de Macorís | 4-3              | Titanes do Licey                   |
| 2014 | Metros de Santiago                 | 4-2              | Titanes do Distrito Nacional       |
| 2015 | Metros de Santiago                 | 4-3              | Cañeros do Leste                   |
| 2016 | Leões de Santo Domingo             | 4-3              | Metros de Santiago                 |
| 2017 | Metros de Santiago                 | 4-1              | Leões de Santo Domingo             |

### Campeonatos por equipe
| Equipa                             | Campeonatos | Finalista | Campeão                       | Finalista         |
| ---------------------------------- | ----------- | --------- | ----------------------------- | ----------------- |
| Metros de Santiago                 | 5           | 1         | 2006, 2007, 2014, 2015 e 2017 | 2016              |
| Cañeros do Leste                   | 2           | 1         | 2010 e 2012                   | 2015              |
| Leones de Santo Domingo            | 2           | 3         | 2011 e 2016                   | 2005, 2007 e 2017 |
| Titanes del Distrito Nacional      | 1           | 3         | 2008                          | 2006, 2013 e 2014 |
| Reales de La Vega                  | 1           | 1         | 2005                          | 2008              |
| Índios de San Francisco de Macorís | 1           | 1         | 2013                          | 2012              |
| Huracanes del Atlántico            | 0           | 1         | 2010                          |                   |
| Soles de Santo Domingo Este        | 0           | 1         | 2011                          |                   |

## Presidentes
- Pedro Leandro Rodríguez, Presidente desde 2004 até 2007.
- Nelson Guillén, Presidente desde 2007 até 2008.[5]
- Federico Lalane José, Presidente desde 2010 até 2015.[2]
- Anotonio Mir, Presidente desde 2015 até a atualidade.[6]

## Recordes individuais

### Temporada regular

#### Em uma partida
| Categoria    | Jogador               | Recorde | Equipe                             | Oponente                     | Data                  | Ref          |
| ------------ | --------------------- | ------- | ---------------------------------- | ---------------------------- | --------------------- | ------------ |
| Pontos       | Adris de León         | 54      | Metros de Santiago                 | Furacões do Atlántico        | 11 de agosto de 2016  | [ 4 ] [ 7 ]  |
| Quiques      | Jack Michael Martínez | 27      | Cocolos de San Pedro de Macorís    | Cañeros da Romana            | 31 de agosto de 2007  |              |
| Assistências | Richard Ortega        | 15      | Índios de San Francisco de Macorís | Cañeros da Romana            | 5 de agosto de 2008   |              |
| Tampas       | Scott VanderMeer      | 11      | Leões de Santo Domingo             | Titanes do Distrito Nacional | 15 de julho de 2011   | [ 8 ] [ 9 ]  |
| Triplos      | Courtney Nelson       | 11      | Furacões do Atlántico              | Metros de Santiago           | 3 de setembro de 2011 | [ 9 ] [ 10 ] |
| Triplos      | Adris de León         | 11      | Metros de Santiago                 | Furacões do Atlántico        | 11 de agosto de 2016  | [ 4 ] [ 7 ]  |

#### Em uma temporada
| Categoria    | Jogador           | Recorde | Equipa                             | Temporada |
| ------------ | ----------------- | ------- | ---------------------------------- | --------- |
| Pontos       | Rogers Washington | 516     | Cocolos de San Pedro de Macorís    | 2005      |
| Rebotes      | Alexis Montas     | 261     | Cañeros do Leste                   | 2011      |
| Assistências | Richard Ortega    | 159     | Índios de San Francisco de Macorís | 2008      |
| Roubadas     | Carlos Wheeler    | 67      | Panteras do Distrito Nacional      | 2005      |
| Tocos        | Edward Santana    | 76      | Cañeros da Romana                  | 2005      |

Nota: Nas estatísticas de roubos e tampas não se tomaram em conta as temporadas 2006 e 2007, já que se encontraram registro da estatísticas de roubos e tampas de ditos anos.